# Liste der Stolpersteine in Eltville am Rhein
Die Liste der Stolpersteine in Eltville am Rhein enthält alle Stolpersteine, die im Rahmen des gleichnamigen Kunst-Projekts von Gunter Demnig in Eltville am Rhein verlegt und gefunden wurden. Mit ihnen soll an Opfer des Nationalsozialismus erinnert werden, die in Eltville am Rhein lebten und wirkten.

## Verlegte Stolpersteine
| Adresse, Lage                               | Name                       | Inschrift | Verlegedatum  | Bild | Anmerkungen           |
| ------------------------------------------- | -------------------------- | --- | ------------- | ---- | --------------------- |
| Schwalbacher Straße 11 (Standort)           | Bernhard Eis               | HIER WOHNTE BERNHARD EIS JG. 1894 FLUCHT 1941 USA                                                                                                 | 24. Okt. 2018 |      |                       |
| Schwalbacher Straße 11 (Standort)           | Hertha Paula Eis           | HIER WOHNTE HERTHA PAULA EIS GEB. POLLAK JG. 1889 FLUCHT 1941 USA                                                                                 | 24. Okt. 2018 |      |                       |
| Schwalbacher Straße 11 (Standort)           | Franziska Frieda Oppenheim | HIER WOHNTE FRANZISKA FRIEDA OPPENHEIM GEB. EIS JG. 1898 FLUCHT 1936 PALÄSTINA                                                                    | 24. Okt. 2018 |      |                       |
| Schwalbacher Straße 11 (Standort)           | Karl Oppenheim             | HIER WOHNTE KARL OPPENHEIM JG. 1885 FLUCHT 1936 PALÄSTINA                                                                                         | 24. Okt. 2018 |      |                       |
| Taunusstraße 14 (Standort)                  | Fritz Simons               | HIER WOHNTE FRITZ SIMONS JG. 1914 FLUCHT 1937 USA                                                                                                 | 24. Okt. 2018 |      |                       |
| Taunusstraße 14 (Standort)                  | Frieda Simons              | HIER WOHNTE FRIEDA SIMONS GEB. PFAHL JG. 1918 FLUCHT FRANKFURT INTERNIERT DRANCY DEPORTIERT 1942 ERMORDET IN AUSCHWITZ                            | 24. Okt. 2018 |      |                       |
| Taunusstraße 14 (Standort)                  | Walter Nathan Simons       | HIER WOHNTE WALTER NATHAN SIMONS JG. 1924 FLUCHT SCHWEIZ                                                                                          | 24. Okt. 2018 |      |                       |
| Taunusstraße 15 (Standort)                  | Julius Simons              | HIER WOHNTE JULIUS SIMONS JG. 1878 VERHAFTET 1941 ZWANGSARBEITSLAGER FRIEDRICHSSEGEN DEPORTIERT 1942 THERESIENSTADT ERMORDET 9.11.1943            | 24. Okt. 2018 |      |                       |
| Taunusstraße 15 (Standort)                  | Helene Simons              | HIER WOHNTE HELENE SIMONS GEB. BAER JG. 1887 VERHAFTET 1941 ZWANGSARBEITSLAGER FRIEDRICHSSEGEN DEPORTIERT 1942 THERESIENSTADT ERMORDET 7.4.1944   | 24. Okt. 2018 |      |                       |
| Taunusstraße 15 (Standort)                  | Ella Simons                | HIER WOHNTE ELLA SIMONS GEB. ROYCE JG. 1911 FLUCHT 1939 USA                                                                                       | 24. Okt. 2018 |      |                       |
| Erbach, Hauptstraße 42 (Standort)           | Adelheid Israel            | HIER WOHNTE ADELHEID ISRAEL GEB. GERSON JG. 1870 DEPORTIERT 1942 THERESIENSTADT ERMORDET 19.9.1942                                                | 24. Okt. 2018 |      |                       |
| Erbach, Hauptstraße 42 (Standort)           | Carl Heyum                 | HIER WOHNTE CARL HEYUM JG. 1884 VERHAFTET 1941 ZWANGSARBEITSLAGER FRIEDRICHSSEGEN DEPORTIERT 1942 ERMORDET IM BESETZTEN POLEN                     | 24. Okt. 2018 |      |                       |
| Erbach, Hauptstraße 42 (Standort)           | Johanna Heyum              | HIER WOHNTE JOHANNA HEYUM GEB. ISRAEL JG. 1894 VERHAFTET 1941 ZWANGSARBEITSLAGER FRIEDRICHSSEGEN DEPORTIERT 1942 ERMORDET IN SOBIBOR              | 24. Okt. 2018 |      |                       |
| Erbach, Hauptstraße 42 (Standort)           | Ella Israel                | HIER WOHNTE ELLA ISRAEL JG. 1895 DEPORTIERT 1942 SOBIBOR ERMORDET                                                                                 | 24. Okt. 2018 |      |                       |
| Erbach, Hauptstraße 42 (Standort)           | Lore Heyum                 | HIER WOHNTE LORE HEYUM JG. 1924 UNFREIWILLIG VERZOGEN BERLIN DEPORTIERT 1943 ERMORDET IN AUSCHWITZ                                                | 24. Okt. 2018 |      |                       |
| Erbach, Hauptstraße 42 (Standort)           | Gerd Heyum                 | HIER WOHNTE GERD HEYUM JG. 1928 DEPORTIERT 1942 ERMORDET IM BESETZTEN POLEN                                                                       | 24. Okt. 2018 |      |                       |
| Erbach, Markt 5 (Standort)                  | Markus Heyum               | HIER WOHNTE MARKUS HEYUM JG. 1889 DEPORTIERT 1942 PIASKI ERMORDET                                                                                 | 24. Okt. 2018 |      |                       |
| Erbach, Markt 5 (Standort)                  | Recha Heyum                | HIER WOHNTE RECHA HEYUM GEB. LEVI JG. 1894 SCHICKSAL UNBEKANNT                                                                                    | 24. Okt. 2018 |      |                       |
| Leergasse 22 (Standort)                     | Alfons Mannheimer          | HIER WOHNTE ALFONS MANNHEIMER JG. 1886 DEPORTIERT 1942 ERMORDET IM BESETZTEN POLEN                                                                | 24. Okt. 2019 |      |                       |
| Leergasse 22 (Standort)                     | Thekla Mannheimer          | HIER WOHNTE THEKLA MANNHEIMER GEB. HAAS JG. 1894 DEPORTIERT 1942 ERMORDET IN SOBIBOR                                                              | 24. Okt. 2019 |      |                       |
| Leergasse 22 (Standort)                     | Alfred Mannheimer          | HIER WOHNTE ALFRED MANNHEIMER JG. 1914 DEPORTIERT 1942 MAJDANEK ERMORDET 16.8.1942                                                                | 24. Okt. 2019 |      |                       |
| Leergasse 22 (Standort)                     | Kurt Mannheimer            | HIER WOHNTE KURT MANNHEIMER JG. 1915 FLUCHT 1938 USA                                                                                              | 24. Okt. 2019 |      |                       |
| Leergasse 22 (Standort)                     | Ernst Mannheimer           | HIER WOHNTE ERNST MANNHEIMER JG. 1917 FLUCHT 1938 USA                                                                                             | 24. Okt. 2019 |      |                       |
| Leergasse 22 (Standort)                     | Walter Mannheimer          | HIER WOHNTE WALTER MANNHEIMER JG. 1919 FLUCHT 1939 BELGIEN INTERNIERT MECHELEN DEPORTIERT 1943 ERMORDET IN AUSCHWITZ                              | 24. Okt. 2019 |      |                       |
| Leergasse 22 (Standort)                     | Hilde Mannheimer           | HIER WOHNTE HILDE MANNHEIMER GEB. GOLDBERG JG. 1920 FLUCHT 1937 BELGIEN MIT HILFE ÜBERLEBT                                                        | 24. Okt. 2019 |      |                       |
| Leergasse 22 (Standort)                     | Fritz Mannheimer           | HIER WOHNTE FRITZ MANNHEIMER JG. 1923 FLUCHT PALÄSTINA                                                                                            | 24. Okt. 2019 |      |                       |
| Leergasse 22 (Standort)                     | Otto Mannheimer            | HIER WOHNTE OTTO MANNHEIMER JG. 1924 DEPORTIERT 1942 MAJDANEK ERMORDET 24.9.1942                                                                  | 24. Okt. 2019 |      |                       |
| Leergasse 22 (Standort)                     | Günter Mannheimer          | HIER WOHNTE GÜNTER MANNHEIMER JG. 1925 DEPORTIERT 1942 MAJDANEK ERMORDET 21.7.1942                                                                | 24. Okt. 2019 |      |                       |
| Schwalbacher Straße 11 (Standort)           | Moritz Mannheimer          | HIER WOHNTE MORITZ MANNHEIMER JG. 1868 DEPORTIERT 1942 THERESIENSTADT ERMORDET IN TREBLINKA                                                       | 24. Okt. 2019 |      |                       |
| Schwalbacher Straße 11 (Standort)           | Babette ´Betty´ Mannheimer | HIER WOHNTE BABETTE ´BETTY´ MANNHEIMER GEB. LEVI JG. 1877 DEPORTIERT 1942 THERESIENSTADT ERMORDET IN TREBLINKA                                    | 24. Okt. 2019 |      |                       |
| Jahnstraße 2 (Standort)                     | Simon Mannheimer           | HIER WOHNTE SIMON MANNHEIMER JG. 1875 GEDEMÜTIGT / ENTRECHTET FLUCHT IN DEN TOD 1.9.1935                                                          | 24. Okt. 2019 |      |                       |
| Am Markt 1 (Standort)                       | Leopold Bach               | HIER WOHNTE LEOPOLD BACH JG. 1886 FLUCHT 1937 USA                                                                                                 | 24. Okt. 2019 |      |                       |
| Am Markt 1 (Standort)                       | Paula Bach                 | HIER WOHNTE PAULA BACH GEB. KATTEN JG. 1885 FLUCHT 1937 USA                                                                                       | 24. Okt. 2019 |      |                       |
| Am Markt 1 (Standort)                       | Irma Bach                  | HIER WOHNTE IRMA BACH JG. 1913 FLUCHT 1936 USA | 24. Okt. 2019 |      |                       |
| Am Markt 1 (Standort)                       | Karl Bach                  | HIER WOHNTE KARL BACH JG. 1917 FLUCHT 1937 USA | 24. Okt. 2019 |      |                       |
| Am Markt 1 (Standort)                       | Susi Bach                  | HIER WOHNTE SUSI BACH JG. 1919 FLUCHT 1937 USA | 24. Okt. 2019 |      |                       |
| Rauenthal, Hauptstraße 29 (Standort)        | Ludwig Neumann             | HIER WOHNTE LUDWIG NEUMANN JG. 1913 FLUCHT 1934 HOLLAND 1937 USA                                                                                  | 23. Okt. 2020 |      |                       |
| Rauenthal, Hauptstraße 29 (Standort)        | Josef Neumann              | HIER WOHNTE JOSEF NEUMANN JG. 1873 VERHAFTET 29.7.1941 ZWANGSARBEITERLAGER FRIEDRICHSSEGEN DEPORTIERT 1942 THERESIENSTADT 1942 TREBLINKA ERMORDET | 23. Okt. 2020 |      |                       |
| Rauenthal, Hauptstraße 29 (Standort)        | Lore Neumann               | HIER WOHNTE LORE NEUMANN JG. 1926 VERHAFTET 29.7.1941 ZWANGSARBEITERLAGER FRIEDRICHSSEGEN DEPORTIERT 1942 SOBIBOR ERMORDET                        | 23. Okt. 2020 |      |                       |
| Rauenthal, Hauptstraße 15 (Standort)        | Albert Neumann             | HIER WOHNTE ALBERT NEUMANN JG. 1878 VERHAFTET 29.7.1941 ZWANGSARBEITSLAGER FRIEDRICHSSEGEN DEPORTIERT 1942 MINSK ERMORDET                         | 23. Okt. 2020 |      |                       |
| Rauenthal, Hauptstraße 15 (Standort)        | Karoline Neumann           | HIER WOHNTE KAROLINE NEUMANN JG. 1885 DEPORTIERT 1942 SOBIBOR ERMORDET                                                                            | 23. Okt. 2020 |      |                       |
| Schwalbacher Straße 48 (Standort)           | Anna Ditter                | HIER WOHNTE ANNA DITTER JG. 1893 EINGEWIESEN HEILANSTALT EICHBERG ERMORDET 3.8.1944                                                               | 23. Okt. 2020 |      |                       |
| Schwalbacher Straße 31 (Standort)           | Johann Kilsbach            | HIER WOHNTE JOHANN KILSBACH JG. 1896 SEIT 1939 MEHRFACH EINGEWIESEN HEILANSTALT EICHBERG ERMORDET 7.6.1941                                        | 23. Okt. 2020 |      |                       |
| Friedrichstraße 2a (Standort)               | Josef Pohl                 | HIER WOHNTE JOSEF POHL JG. 1883 EINGEWIESEN 14.7.1938 HEILANSTALT EICHBERG ERMORDET 21.11.1939                                                    | 23. Okt. 2020 |      |                       |
| Friedrichstraße 1 (Standort)                | Eva Müller                 | HIER WOHNTE EVA MÜLLER GEB. BERG JG. 1862 EINGEWIESEN 8.7.1940 HEILANSTALT EICHBERG ERMORDET 6.2.1941                                             | 23. Okt. 2020 |      |                       |
| Gartenstraße 11 (Standort)                  | Paula Ensgraber            | HIER WOHNTE PAULA ENSGRABER GEB. HEYUM JG. 1887 DEPORTIERT 1943 AUSCHWITZ ERMORDET 28.7.1943                                                      | 23. Okt. 2020 |      |                       |
| Schwalbacher Straße 13 (Standort)           | Anna Demmler               | HIER WOHNTE ANNA DEMMLER JG. 1875 SEIT 1939 MEHRERE HEILANSTALTEN ´VERLEGT´ 2.11.1942 HEILANSTALT EICHBERG ERMORDET 3.9.1943                      | 23. Okt. 2020 |      |                       |
| Petersweg 3 (Standort)                      | Elisabeth Berg             | HIER WOHNTE ELISABETH BERG GEB. KREMER JG. 1902 EINGEWIESEN 1935 HEILANSTALT EICHBERG ´VERLEGT´ 20.1.1941 HADAMAR ERMORDET 20.1.1941 ´AKTION T4´  | 23. Okt. 2020 |      | Bericht zur Verlegung |
| Erbach, Markt 3 (Standort)                  | Karl Rosskopf              | HIER WOHNTE KARL ROSSKOPF JG. 1870 EINGEWIESEN 14.11.1940 HEILANSTALT EICHBERG ERMORDET 29.11.1940                                                | 23. Okt. 2020 |      |                       |
| Hattenheim, Eberbacher Straße 19 (Standort) | Magdalena Köhler           | HIER WOHNTE MAGDALENA KÖHLER JG. 1863 EINGEWIESEN 4.1.1945 HEILANSTALT EICHBERG ERMORDET 29.3.1945                                                | 6. Okt. 2021  |      |                       |